# FIFA 19
FIFA 19 is een voetbalsimulatiespel ontwikkeld door EA Canada. Het spel werd uitgegeven door EA Sports en is op 28 september 2018 uitgekomen voor de Nintendo Switch, de PlayStation 3, de PlayStation 4, Windows, de Xbox 360 en de Xbox One.
De versies voor de PlayStation 3 en Xbox 360 zijn beschikbaar onder de naam FIFA 19: Legacy Edition en bevatten geen gameplayverbeteringen ten opzichte van de voorgangers. In deze versies zijn enkel de spelers en uniformen van de ploegen geüpdatet. 
Nieuw in FIFA 19 is de toevoeging van de UEFA Champions League en UEFA Europa League. Daarnaast heeft Electronic Arts wederom de rechten voor de Italiaanse Serie A die in de twee voorgaande spellen "Calcio A" heette; de Russische Premjer-Liga is echter niet meer gelicentieerd. FIFA 19 bevat ook de China Super League.
FIFA 19 is het laatste spel met de stemmen van Evert ten Napel en Youri Mulder als Nederlandstalige commentatoren. Na vijftien jaar trouwe dienst hielden beiden het voor gezien. Ten Napel en Mulder werden vanaf FIFA 20 vervangen door Sierd de Vos en Jeroen Grueter.

## Verhaal
De verhaalmodus "The Journey" uit FIFA 17 en FIFA 18 wordt in dit spel vervolgd. Het hoofdstuk uit dit spel, "The Journey: Champions", is het laatste deel in de verhaallijn over Alex Hunter. Dit jaar zijn er ook twee andere personages waarmee er gespeeld kan worden, namelijk Alex' vriend Danny Williams en Alex' zus Kim Hunter.

## Soundtracks
| Artiest                                | Nummer                       | Land                      |
| -------------------------------------- | ---------------------------- | ------------------------- |
| Andreya Triana                         | Beautiful People             | Vlag van Engeland         |
| Atomic Drum Assembly                   | Island Life                  | Vlag van Engeland         |
| Bakar                                  | Big Dreams                   | Vlag van Engeland         |
| Bantu & Dr. Chaii                      | Jackie Chan                  | Vlag van Zimbabwe         |
| Bas ft. J. Cole                        | Tribe                        | /                         |
| BC Unidos ft. U.S. Girls & Ledinsky    | Take It Easy                 | /                         |
| Bearson ft. Lemaitre & Josh Pan        | It's Not This                | /                         |
| Billie Eilish                          | You Should See Me In A Crown | Vlag van Verenigde Staten |
| Bob Moses                              | Heaven Only Knows            | Vlag van Canada           |
| Broods                                 | Peach                        | Vlag van Nieuw-Zeeland    |
| Bugzy Malone ft. JP Cooper             | Ordinary People              | Vlag van Engeland         |
| Childish Gambino                       | Feels Like Summer            | Vlag van Verenigde Staten |
| Confidence Man                         | Out The Window               | Vlag van Australië        |
| Courtney Barnett                       | City Looks Pretty            | Vlag van Australië        |
| Crystal Fighters                       | Another Level                | /                         |
| Death Cab for Cutie                    | Goldrush                     | Vlag van Verenigde Staten |
| Easy Life                              | Pockets                      | Vlag van Engeland         |
| Ghali                                  | Habibi                       | Vlag van Italië           |
| Gizmo Varillas                         | Losing You (Baio remix)      | /                         |
| Gorillaz                               | Sorcererz                    | Vlag van Engeland         |
| Husky Loops ft. MEI & Count Counsellor | Everytime I Run              | /                         |
| Jacob Banks                            | Love Ain’t Enough            | /                         |

| Artiest                                                 | Nummer                                  | Land                      |
| ------------------------------------------------------- | --------------------------------------- | ------------------------- |
| Jungle                                                  | Beat 54 (All Good Now)                  | Vlag van Engeland         |
| Kojey Radical ft. Mahalia & Swindle                     | Water                                   | Vlag van Engeland         |
| Ladama                                                  | Porro Maracatu (Toy Selectah remix)     | /                         |
| Lao Ra ft. Happy Colors                                 | Dagombas En Tamale                      | /                         |
| LSD: Labrinth, Sia & Diplo                              | Genius                                  | /                         |
| Mansionair                                              | Violet City                             | Vlag van Australië        |
| NoMBe ft. Big Data                                      | Drama                                   | /                         |
| No/Me                                                   | Consistent                              | Vlag van Verenigde Staten |
| Ocean Wisdom                                            | Tom & Jerry                             | Vlag van Engeland         |
| Octavian                                                | Lightning                               | /                         |
| Peggy Gou                                               | It Makes You Forget (Itgehane)          | Vlag van Zuid-Korea       |
| Sam Fender                                              | Play God                                | Vlag van Engeland         |
| Stealth                                                 | Truth Is                                | Vlag van Engeland         |
| Stereo Honey                                            | Where No One Knows Your Name            | Vlag van Engeland         |
| SUN SILVA                                               | Blue Light                              | Vlag van Engeland         |
| Tom Misch ft. Loyle Carner, Barney Artist & Rebel Kleff | Good To Be Home                         | Vlag van Engeland         |
| Tove Styrke                                             | Sway                                    | Vlag van Zweden           |
| Wovoka Gentle                                           | 1000 Opera Singers Working In Starbucks | Vlag van Engeland         |
| Yolanda Be Cool ft. Kwanzaa Posse                       | Musika                                  | /                         |
| Young Fathers                                           | Border Girl                             | Vlag van Schotland        |

## Trivia
- Als het speltype 'The Journey' wordt uitgespeeld, is het nummer "Top Boy" van de Engelse rapper Eyez te horen.